# Rens Vis
Rense Vis (ur. 4 lipca 1904, zm. 8 marca 1993) – holenderski piłkarz grający na pozycji napastnika. W swojej karierze rozegrał 1 mecz w reprezentacji Holandii.

## Kariera klubowa
W swojej karierze piłkarskiej Vis grał w klubie HVV Den Haag.

## Kariera reprezentacyjna
W reprezentacji Holandii Vis zadebiutował 31 października 1926 roku w przegranym 2:3 towarzyskim meczu z Niemcami, rozegranym w Amsterdamie. Był to jego jedyny mecz w kadrze narodowej. W 1928 roku był w kadrze Holandii na igrzyska olimpijskie w Amsterdamie.